# Hajipur (Punyab)
Hajipur es una ciudad de la India en el distrito de Hoshiarpur, Estado de Panyab (India).

## Geografía
Se encuentra a una altitud de 283 m s. n. m. a 204 km de la capital estatal, Chandigarh, en la zona horaria UTC +5:30.

## Demografía
Según estimación 2010 contaba con una población de 6 186 habitantes.